# Luthersk ortodoksi
Luthersk ortodoksi er den strenge udformning, lutherdommen fik i 1600-tallet, hvor gnesiolutheranerne ("egentlige")havde sejret over "kryptocalvinisterne" 
i de indre-lutheranske stridigheder, der fulgte i årtierne efter Martin Luthers død 1546. 

Den lutherske ortodoksis tid lå mellem udgivelsen omkring 1577/80 af Konkordieformlen, som skulle bilægge striden mellem lutheranerne indbyrdes, og pietismen og oplysningen i slutningen af 1600-tallet. Og 1700-tallet, hvor pietismen lagde vægt på en indfølende kristendom, og oplysningstiden gav plads til fornuften.
I Danmark vandt den luthersk ortodokse linje en endelig sejr, da Oluf Kock i februar 1614 ikke fik medhold i sine anklager mod professor Hans Poulsen Resen i konfrontationen på Koldinghus med deltagelse af Christian 4., bisper og rigsråder. Som straf blev Kock landsforvist. Kornerup 
regner denne begivenhed for markeringen af den kryptocalvinske lejrs endelige nederlag og tilsvarende begyndelse på perioden med den lutherske ortodoksis dominans, understreget af Resens udnævnelse til biskop over Sjælland 1615 og festlighederne i 1617, hundrede år efter Luthers teser mod aflad oktober 1517, der efter traditionen regnes for Reformationens begyndelse.